# Friedenswarte (Brandenburg an der Havel)
Die Friedenswarte ist ein Aussichtsturm auf dem Marienberg in Brandenburg an der Havel. Sie steht zentral im Stadtgebiet, gilt als weithin sichtbares Wahrzeichen und ist als Baudenkmal ausgewiesen. Der Turm ist ein Nachfolgebau eines Anfang des 20. Jahrhunderts an gleicher Stelle errichteten Bismarckturms.

## Geschichte

### Bismarckturm
Der Brandenburger Spielwarenfabrikant Ernst Paul Lehmann initiierte den Bau einer Bismarckwarte auf dem Marienberg inmitten einer großen städtischen Parkanlage. Die Pläne zur Warte stammten von Bruno Möhring. Am 1. April 1905 erfolgte die Grundsteinlegung und genau drei Jahre später, am 1. April 1908, wurde der etwa dreißig Meter hohe Turm zusammen mit einem neu gestalteten südlichen Aufgang eröffnet. Der Turm bestand aus einem aus Klinkern gemauerten Kern, während das Äußere mit Granitfindlingen gestaltet wurde. In einem Innenraum befand sich eine Halle mit einer Feuerschale, welche zu feierlichen Anlässen entzündet wurde. Der Schein des Feuers war weithin sichtbar. Eine Treppe führte zu einer Aussichtsplattform. In einer Nische auf der Vorderseite des Sockels zum Aufgang war eine von Hugo Lederer geschaffene Büste Otto von Bismarcks eingelassen. Zusätzlich schmückte ein Trinkbrunnen die Eingangshalle, als Metallarbeit von Viktor Hilmar aus Berlin ausgeführt.

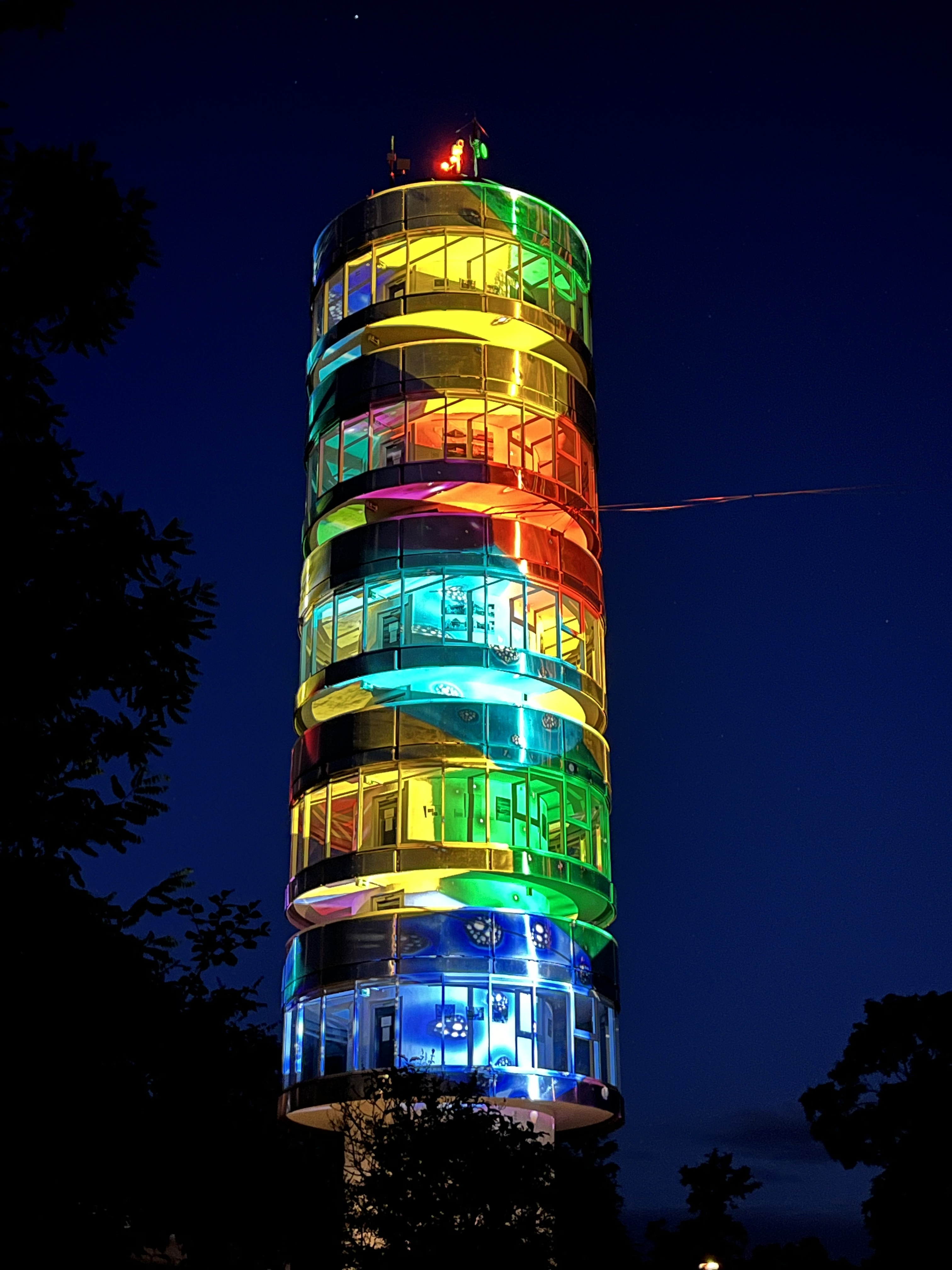
Illumination durch das Team Light in Frames zum Bergfest 2024.

Lange nach dem Ende des Zweiten Weltkriegs, in dem der Turm kaum beschädigt worden war, wurde die Bismarckwarte am 31. August 1958 auf Beschluss der Stadtverordnetenversammlung in Friedenswarte umbenannt. In dem Beschluss vom 28. August 1958 hieß es:

„Von der ständigen Kommission „Kunst und kulturelle Massenarbeit“ der Stadtverordnetenversammlung und der Abteilung Kultur wurde die Bevölkerung unserer Stadt aufgerufen, geeignete Vorschläge zur Umbenennung des Aussichtsturmes auf dem Marienberg zu unterbreiten. Von 21 eingegangenen Vorschlägen aus der Bevölkerung und des Kreisfriedensrates entschieden sich allein 18 Stimmen für den Namen „Friedenswarte“. Auf Grund der Beratungen mit dem Kreisfriedensrat und der ständigen Kommission für „Kunst und kulturelle Massenarbeit“ beschließt die Stadtverordnetenversammlung, den Aussichtsturm auf dem Marienberg in „Friedenswarte“ umzubenennen. Die Namensverleihung erfolgt am Vorabend des Weltfriedenstages den 31.8. 1958 um 19.00 Uhr durch den Herrn Oberbürgermeister auf dem Marienberg.“

Im Zusammenhang mit der Umbenennung wurde die Nische mit der Büste Bismarcks verschlossen und durch eine Reliefplatte des Bildhauers Karl Mertens, der Friedenstaube überdeckt. 

### Abriss und Neubau eines Aussichtsturmes
1974 bis 1975 wurde die Parkanlage auf dem Marienberg zu einem etwa 22 Hektar großen Park der Kultur und Erholung umgestaltet, dazu wurde ein seit 1941 bestehender Soldatenfriedhof beseitigt. Am 22. März 1974 wurde auch die seit 1972 baupolizeilich gesperrte ehemalige Friedenswarte gesprengt und bis auf einen Sockel aus Feldsteinen abgetragen.
Auf dem Feldsteinsockel ließ die DDR-Regierung innerhalb eines halben Jahres einen neuen Turm errichten, der zum 25. Jahrestag der Gründung der DDR, am 7. Oktober 1974, fertiggestellt war. Architekten des Bauwerks, das ebenfalls den Namen Friedenswarte trägt, waren Günter Franke und Wolfgang Schoppe.

## Beschreibung

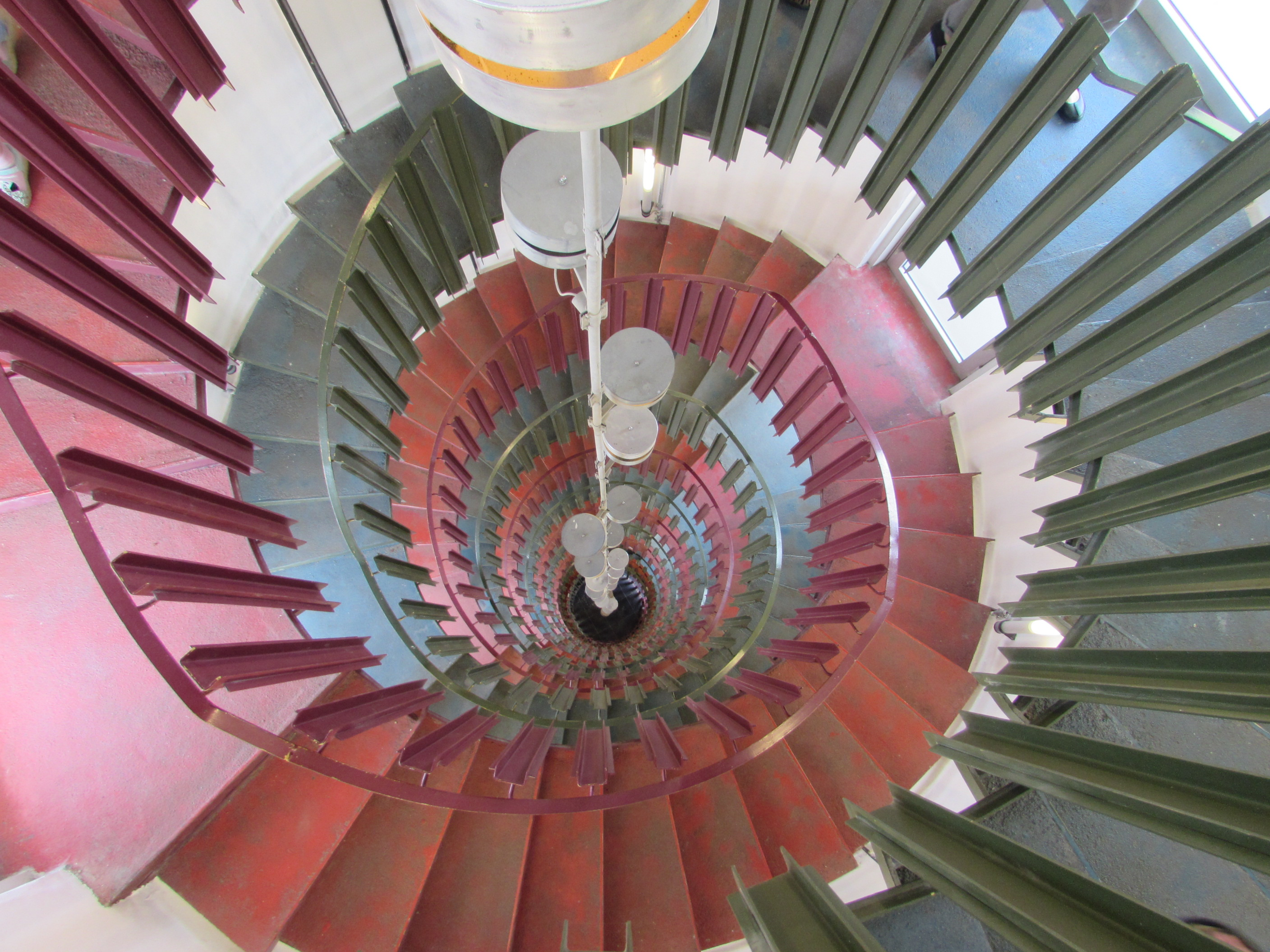
Treppenhaus:separate Treppen für den Aufstieg (hier noch grün, jetzt schwarz) und Abstieg (rot)

Die heutige Friedenswarte hat eine Höhe von 32,5 m und besteht im Kern aus einem runden Beton-Turmschaft mit einem Außendurchmesser von 4,8 m, der die Treppenanlage beherbergt. Für Auf- und Abstieg bestehen im Inneren zwei in Form einer Doppelhelix angeordnete separate Wendeltreppen mit jeweils 180 Stufen. Der Aufgang auf der schwarzen Treppe erfolgt rechtsdrehend, der Abgang auf der roten Treppe linksdrehend.
Ab einer Höhe von 7,5 m ist der Turm wechselweise von fünf mit Chrom-Nickel-Stahl und Glas verkleideten geschlossenen und fünf offenen Aussichtsplattformen umgeben und hat mit diesen einen Durchmesser von 8 m. Der Abstand zwischen den Plattformen beträgt 2,5 m, die oberste, offene Plattform liegt auf eine Höhe von 30 m. Die jeweils fünf offenen und fünf geschlossenen Ebenen sollten an den 25. Jahrestag der DDR-Gründung erinnern.

## Weiteres
Im Jahr 1997 wurde der Turm unter Denkmalschutz gestellt. Ab dem Jahr 2001 war die Friedenswarte Brandenburg Schauplatz einer von Dr. Motte installierten Lichtskulptur. Eine Sanierung des Turms erfolgte im Jahr 2006. Im Jahr 2015 war der Marienberg die zentrale Park- beziehungsweise Gartenanlage der Bundesgartenschau und die Friedenswarte Teil des Gartenschaugeländes. Im Rahmen des Bergfestes 2024, veranstaltet durch den Zirkus Creativo, wurde die Friedenswarte vom Team Light in Frames erstmalig rundum mit analogen Großbildprojektoren illuminiert.